# Ebenus lagopus
Ebenus lagopus är en ärtväxtart som först beskrevs av Hippolyte François Jaubert och Édouard Spach, och fick sitt nu gällande namn av Pierre Edmond Boissier. Ebenus lagopus ingår i släktet Ebenus och familjen ärtväxter. Inga underarter finns listade i Catalogue of Life.